# 埃迪·芬内克·阿达米
爱德华·「埃迪」·芬内克·阿达米（英語：Edward "Eddie" Fenech Adami，1934年2月7日—）是一名马耳他政治人物。他曾於1987至1996年及1998至2004年兩度出任马耳他总理，並於2004至2009年間出任馬耳他總統。他亦是马耳他国民党领袖。

## 生平

### 教育与职业生涯
阿达米出生于比尔基卡拉，就读比尔基卡拉圣阿洛伊修斯学院和马耳他大学，在那里他首次学习经济学、西洋古典學以及后来的法律。他在1959年取得律师资格。

### 政治生涯
阿达米加入国民党並擔任国民党秘书长及黨報《人民报》的编辑。他在1969年被补选为国会议员，1975年任国民党助理总书记，1978年当选国民党全国执行委员会主席。1979年，他的家人及住所遭到一群暴徒的一系列暴力事件，后来被称为“黑色星期一”。在1996年和1998年間，阿达米担任反对党领袖反对党领袖，直到他的政党在1987年大选胜利上台执政。1987年5月至1996年10月三次连任总理。1998年9月国民党在提前大选中获胜，再次就任总理至2004年3月。2004年4月4日，阿达米由国民党提名并经议会投票当选第7任总统，並於2009卸任。